# Cabriel
Il Cabriel è un importante fiume della Spagna orientale, uno dei principali affluenti del Júcar. È lungo 220 km, il bacino idrografico è ampio 4.754,2 km² e la portata media annuale è di 220,82 hm³.

## Geografia
Nasce ai piedi della Muela de San Juan (Sistema Iberico) nel comune di Albarracín, in provincia di Teruel. Attraversa i comuni di Salvacañete, Alcalá de la Vega, Boniches, Campillos-Paravientos, Pajaroncillo, Villar del Humo, Cardenete, Enguídanos e Mira. A partire da questo punto il letto del fiume funge da confine naturale tra la provincia di Cuenca e la provincia di Valencia, fino alla zona di Los Cárceles, dove fa da confine tra la provincia di Albacete e quella di Valencia, in cui penetra presso Casas del Río (Requena), e confluisce nel Júcar nella località di Cofrentes.
I principali affluenti sono il Laguna ed il Guadazaón da destra, il Vencherque, il San Martín ed il río de Mira da sinistra.

## Storia
Il fiume attraversa zone oggi disabitate, che però furono occupate durante la preistoria. In particolare, nel territorio di Villar del Humo vi sono pitture rupestri del riparo della tenuta Selva Pascuala ed altri, che sono stati dichiarati Patrimonio dell'umanità nel 1998 da parte dell'UNESCO.

## Economia
Il fiume è sbarrato da una diga più grande, che forma il lago di Contreras, tra Minglanilla e Villargordo del Cabriel, e da una più piccola, la diga di Víllora. L'affluente Guadazaón è sbarrato dalla diga di El Bujioso.
Le acque sono utilizzate per l'irrigazione di piccole zone di frutteto a Salvacañete, Alcalá de la Vega, Campillos Paravientos e Boniches. Da qui il fiume attraversa terreni forestali fino alla distesa di Cardenete e Víllora.
Le acque vengono utilizzate anche per la produzione di energia idroelettrica nelle centrali di Víllora, Contreras e Mirasol. Le acque trattenute dalla diga di Víllora passano per condotte forzate fino alla centrale Lucas de Urquijo (del Cabriel) e quelle della diga di El Bujioso alimentano la stessa centrale sul lato del Guadazaón. Successivamente, le acque del lago di Contreras alimentano la centrale ai piedi della diga omonima. Un chilometro più a valle, le acque arrivano al salto di Mirasol. Entrambe le pendenti vengono sfruttate da Iberdrola Generación, e insieme producono una potenza massima di circa 200 MW.

## Ambiente
Le acque del Cabriel sono di ottima qualità, grazie al fatto che il bacino è poco popolato e privo di attività economiche che ne abbassino la qualità. Nelle acque vivono il barbo, la trota iridea (non autoctona), la trota comune, così come la lontra.
L'orografia del territorio attraversato, dalla sorgente fino a Cofrentes, è spettacolare, e spiccano i Cuchillos e le Hoces del Cabriel, dove si possono praticare il rafting e la canoa discesa durante la stagione in cui viene aperta la diga del lago di Contreras (da giugno ad agosto). Altri paesaggi che spiccano sono quelli degli affluenti Laguna e arroyo de Tejadillos, dalla sorgente nella sierra de Valdemeca fino alla confluenza con il Cabriel. Forma la Laguna del Marquesado nel comune omonimo. Il tratto tra Pajaroncillo e Cardenete attraversa la parte più profonda della provincia di Cuenca, e spicca il ponte della ferrovia Utiel - Cuenca presso la stazione di Enguídanos.
Il corso del fiume è stato proposto come sito di interesse comunitario della Rete Natura 2000 dell'Unione europea.
Nelle vicinanze del suo corso vi sono due zone protette, il parco naturale delle gole del Cabriel, nella Comunità Valenciana, e la riserva naturale delle Gole del Cabriel, in Castiglia-La Mancia.